# Ben Horowitz

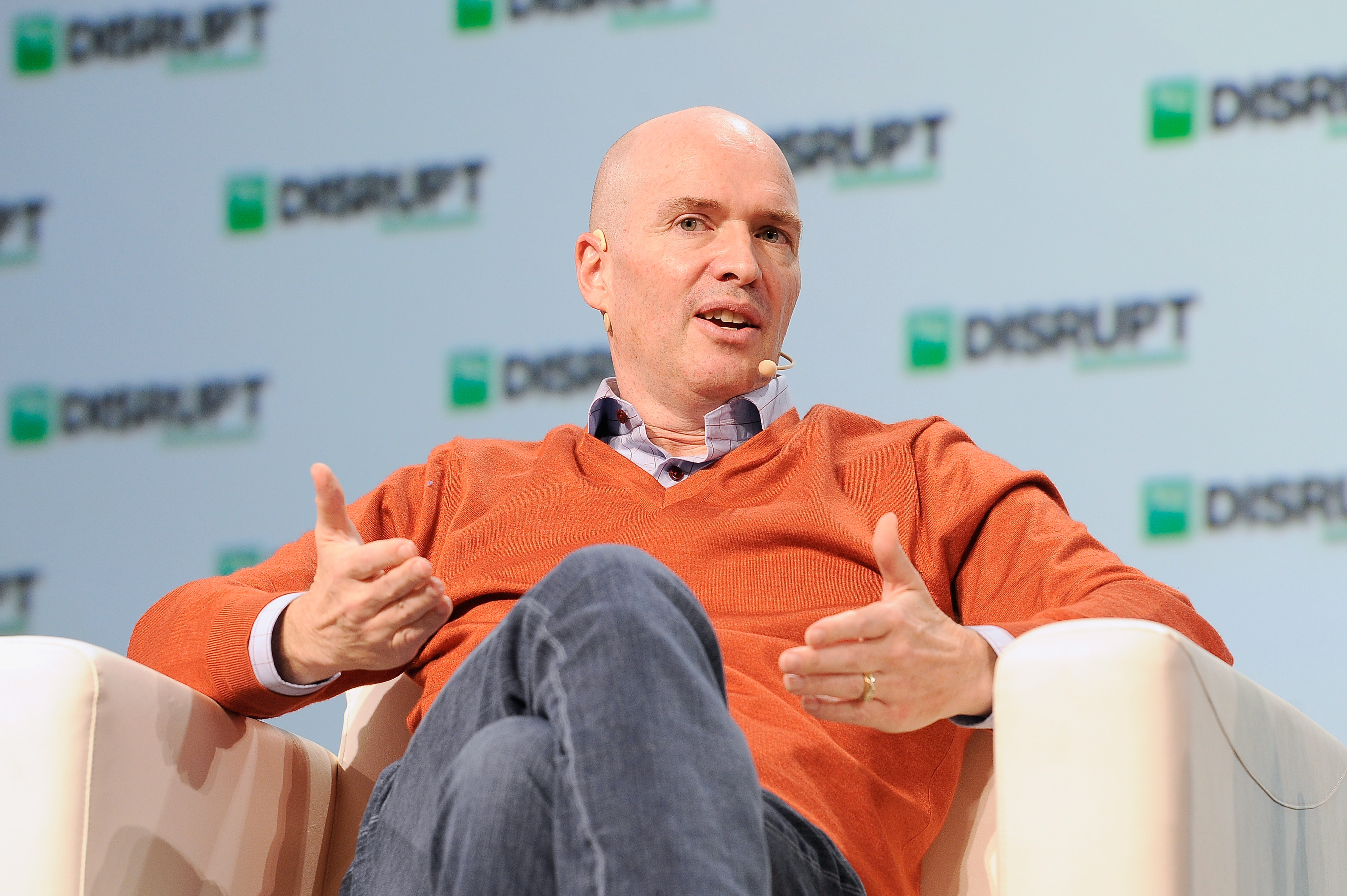
Ben Horowitz (2018)

Benjamin Abraham Horowitz (* 13. Juni 1966 in London) ist ein US-amerikanischer Unternehmer, Investor und Autor. Er ist gemeinsam mit Marc Andreessen Mitbegründer der Wagniskapitalfirma Andreessen Horowitz. Zuvor war er Mitbegründer und Präsident und Chief Executive Officer des Unternehmenssoftware-Unternehmens Opsware, das 2007 von Hewlett-Packard übernommen wurde.

## Laufbahn
Horowitz wurde als Benjamin Abraham Horowitz in London, England, geboren und wuchs in Berkeley, Kalifornien, als Sohn von Elissa Krauthamer und dem damals neulinken Aktivisten David Horowitz auf. Horowitz’ Urgroßeltern waren jüdische Einwanderer aus dem Russischen Reich, die Mitte des 19. und Anfang des 20. Jahrhunderts in die USA kamen. Horowitz erwarb 1988 einen BA in Computerwissenschaften an der Columbia University und 1990 einen MS in Computerwissenschaften an der University of California, Los Angeles (UCLA).
Horowitz begann seine Karriere 1990 als Ingenieur bei Silicon Graphics. 1995 wechselte Horowitz als Produktmanager zu Netscape. Von 1997 bis 1998 war Horowitz Vizepräsident für die Produktlinie Verzeichnis und Sicherheit bei Netscape. Nach der Übernahme von Netscape durch AOL 1998 war Horowitz Vizepräsident der eCommerce-Abteilung von AOL. Im September 1999 gründete Horowitz zusammen mit Marc Andreessen, Tim Howes und In Sik Rhee das Unternehmen Loudcloud, das Infrastruktur- und Anwendungs-Hosting-Dienste für Unternehmens- und Internet-Kunden anbot. Zu den Kunden gehörte Nike, Ford und die US Army. Das Unternehmen ging 2001 an die Börse.
Im Juni 2002 begann Horowitz mit der Umwandlung von Loudcloud in Opsware, ein Unternehmenssoftware-Unternehmen, wofür Unternehmensparten verkauft werden mussten. Im Juli 2007 wurde Opsware an Hewlett-Packard für 1,6 Milliarden Dollar verkauft. Danach war Horowitz ein Jahr lang bei Hewlett-Packard als Vice President und General Manager von Hewlett-Packard Software. Am 6. Juli 2009 riefen Horowitz und Andreessen die Firma Andreessen Horowitz ins Leben, um sowohl in Start-ups in der Frühphase als auch in etabliertere Wachstumsunternehmen der Hochtechnologie zu investieren und sie zu beraten.

## Persönliches
Ben Horowitz ist seit 1988 mit Felicia Wiley Horowitz verheiratet und Vater dreier Kinder.

## Publikation
- The Hard Thing About Hard Things: Building a Business When There Are No Easy Answers von Ben Horowitz, 2014, Harper Business, ISBN 978-0-06-227320-8.